# Chatham-szigeteki pingvin
A chatham-szigeteki pingvin (Eudyptes warhami) a madarak (Aves) osztályának pingvinalakúak (Sphenisciformes) rendjébe, ezen belül a pingvinfélék (Spheniscidae) családjába és a Spheniscinae alcsaládjába tartozó kihalt faj.

## Tudnivalók
Csak szubfosszilis leletekből ismerjük, de lehet, hogy 1670 körül pusztult ki. 1867 és 1872 között feltételezések szerint egy ilyen pingvinfaj példányát tartották fogságban, azonban erről később bebizonyosodott, hogy egy másik Eudyptes-faj tagja volt. A vékony csőre miatt, ami lejjebb volt mint más pingvin fajoknál, a biológusok arra következtetnek, hogy ez egy teljesen különböző pingvinfaj volt. Amint neve is mutatja az Új-Zélandtól 800 kilométerre keletre levő Chatham-szigeteken élt.
Ezt a kihalt pingvinfajt, csak 2009-ben írták le hivatalosan.

### Fordítás
- Ez a szócikk részben vagy egészben  a   Chatham penguin című angol Wikipédia-szócikk ezen változatának fordításán alapul.  Az eredeti cikk szerkesztőit annak laptörténete sorolja fel. Ez a jelzés csupán a megfogalmazás eredetét és a szerzői jogokat jelzi, nem szolgál a cikkben szereplő információk forrásmegjelöléseként.